# ۸۲۹۱ بینگهام
سیارک ۸۲۹۱ (به انگلیسی: 8291 Bingham، نامگذاری:1992RV1) هشت هزار و دویست و نود و یکمین سیارک کشف شده‌است که در ۲ سپتامبر ۱۹۹۲ کشف شد.
قدر مطلق سیارک برابر ۲۲.۴ است.